# Powiat Satsuma
Powiat Satsuma (jap. 薩摩郡 Kimotsuki-gun) – powiat w Japonii, w prefekturze Kagoshima. W 2020 roku liczył 20 665 mieszkańców.

## Miejscowości
- Satsuma

## Historia[2]

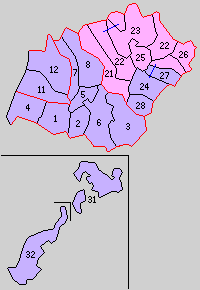
Powiat Satsuma w 1889 r.

- Powiat został założony 17 lutego 1879 roku. Wraz z utworzeniem nowego systemu administracyjnego 1 kwietnia 1889 roku powiat Satsuma został podzielony na 8 wiosek[3].
- 1 kwietnia 1897 – powiat połączył się z powiatami Taki, Minamiisa oraz Koshikijima. (22 wioski)
- 1 lipca 1919 – wioska Miyanojō zdobyła status miejscowości. (1 miejscowość, 21 wiosek)
- 1 kwietnia 1922 – z części miejscowości Miyanojō powstała wioska Gumyō. (1 miejscowość, 22 wioski)
- 20 maja 1929 – w wyniku połączenia wiosek Kumanojō, Higashimizuhiki i Hirasa powstała miejscowość Sendai. (2 miejscowości, 19 wiosek)
- 1 lipca 1933 – wioska Nishimizuhiki zmieniła nazwę na Mizuhiki.
- 11 lutego 1940 – miejscowość Sendai zdobyła status miasta. (1 miejscowość, 19 wiosek)
- 10 listopada 1940 – wioska Hiwaki zdobyła status miejscowości. (2 miejscowości, 18 wiosek)
- 1 października 1948 – wioska Iriki zdobyła status miejscowości. (3 miejscowości, 17 wiosek)
- 1 lutego 1949 – z części wioski Ō (jap. 大村) powstała wioska Nakatsugawa. (3 miejscowości, 18 wiosek)
- 1 kwietnia 1949 – z części wioski Shimokoshiki powstała wioska Kashima. (3 miejscowości, 19 wiosek)
- 1 kwietnia 1951 – wioska Mizuhiki została włączona w teren miasta Sendai. (3 miejscowości, 18 wiosek)
- 1 grudnia 1952 – wioska Kamitōgō zdobyła status miejscowości i zmieniła nazwę na Tōgō. (4 miejscowości, 17 wiosek)
- 3 listopada 1953 – wioska Yamazaki zdobyła status miejscowości. (5 miejscowości, 16 wiosek)
- 15 października 1954 – wioska Sashi została włączona w teren miejscowości Miyanojō. (5 miejscowości, 15 wiosek)
- 1 grudnia 1954 – w wyniku połączenia wiosek Gumyō, Nakatsugawa i Nagano powstała miejscowość Satsuma. (6 miejscowości, 12 wiosek)
- 1 kwietnia 1955: (6 miejscowości, 9 wiosek)
  - w wyniku połączenia wiosek Kuroki, Ō i Imuta powstała miejscowość Kedōin.
  - miejscowość Miyanojō powiększyła się o teren miejscowości Yamazaki.
- 30 września 1956 – wioski Nagatoshi i Takae połączyły się z miastem Sendai. (6 miejscowości, 7 wiosek)
- 1 kwietnia 1957 – wioska Shimotōgō została podzielona, część została włączona do wioski Taki, część do miejscowości Tōgō, a reszta do miasta Sendai. (6 miejscowości, 6 wiosek)
- 1 stycznia 1960 – wioska Taki zdobyła status miejscowości. (7 miejscowości, 5 wiosek)
- 1 kwietnia 1963 – wioska Tsuruda zdobyła status miejscowości. (8 miejscowości, 4 wiosek)
- 15 kwietnia 1965 – miejscowość Taki została połączona z miastem Sendai. (7 miejscowości, 4 wiosek)
- 12 października 2004 – w wyniku połączenia miasta Sendai, miejscowości Hiwaki, Iriki, Kedōin oraz Tōgō oraz wiosek Kamikoshiki, Kashima, Sato i Shimokoshiki powstało nowe miasto Satsumasendai. (3 miejscowości)
- 22 marca 2005 – teren miejscowości Satsuma powiększył się o miejscowości Miyanojō i Tsuruda. (1 miejscowość)